# Блота (Серадзький повіт)
Блота (пол. Błota) — село в Польщі, у гміні Броншевиці Серадзького повіту Лодзинського воєводства.
Населення — 178 осіб (2011).
У 1975-1998 роках село належало до Серадзького воєводства.

## Демографія
Демографічна структура станом на 31 березня 2011 року:
|          | Загалом | Допрацездатний вік | Працездатний вік | Постпрацездатний вік |
| -------- | ------- | ------------------ | ---------------- | -------------------- |
| Чоловіки | 95      | 21                 | 63               | 11                   |
| Жінки    | 83      | 19                 | 43               | 21                   |
| Разом    | 178     | 40                 | 106              | 32                   |